# Christopher Lasch
Christopher (Kit) Lasch (Omaha, 1º giugno 1932 – Pittsford, 14 febbraio 1994) è stato uno storico e sociologo statunitense.
La sua opera più nota è il saggio La cultura del narcisismo.

## Libri
- 1962: The American Liberals and the Russian Revolution
- 1965: The New Radicalism in America 1889-1963: The Intellectual As a Social Type
- 1969: The Agony of the American Left
- 1973: The World of Nations
- 1977: Haven in a Heartless World: The Family Besieged (Rifugio in un mondo senza cuore, Bompiani, Milano,1982, Neri Pozza, Vicenza, 2019)
- 1979: The Culture of Narcissism: American Life in an Age of Diminishing Expectations (trad.it. La cultura del narcisismo. L'individuo in fuga dal sociale in un'età di disillusioni collettive, Bompiani, Milano, 2001, Neri Pozza, Vicenza, 2020)
- 1981: Mass culture reconsidered, (Contro la cultura di massa, Elèuthera, Milano, 2022)
- 1984: The Minimal Self: Psychic Survival in Troubled Times (trad. it. L'io minimo. La mentalità della sopravvivenza in un'epoca di turbamenti, Feltrinelli, Milano, 2004, Neri Pozza, Vicenza, 2018)
- 1991: The True and Only Heaven: Progress and Its Critics (trad. it. Il Paradiso in terra. Il progresso e la sua critica, Feltrinelli, Milano, 1992, Neri Pozza, Vicenza, 2016)
- 1994: The Revolt of the Elites: And the Betrayal of Democracy (trad. it. La ribellione delle élite. Il tradimento della democrazia, Feltrinelli, Milano, 2001, La rivolta delle élite, Neri Pozza, Vicenza, 2017)
- 1997: Women and the Common Life: Love, Marriage, and Feminism
- 2002: Plain Style: A Guide to Written English

## Articoli
- The Anti-Imperialists, the Philippines, and the Inequality of Man, Journal of Southern History 24 (August 1958): 319-31.
- American Intervention in Siberia: A Reinterpretation. Political Science Quarterly 77 (June 1962): 205-23.
- Introduction. In The Social Thought of Jane Addams, ed. Lasch, pp. xiii-xxvii. Indianapolis: Bobbs-Merrill, 1965.
- Resistance to Slavery. Civil War History 13 (December 1967): 315-29. Coauthor with George M. Fredrickson.
- Religious Contributions to Social Movements: Walter Rauschenbusch, the Social Gospel, and Its Critics, Journal of Religious Ethics 18 (Spring 1990): 7-25.
- Liberalism and Civic Virtue. Telos 88 (Summer 1991). New York: Telos Press.
- The Culture of Consumption, in Encyclopedia of American Social History, ed. Mary Kupiec Cayton, Elliott J. Gorn, and Peter W. Williams, vol. 2, pp. 1381–90. 3 vols.; New York: Charles Scribner's Sons, 1993.
- History as Social Criticism: Conversations with Christopher Lasch. Journal of American History 80 (March 1994): 1310-32. Interview
- Robert Cummings, The Writings of Christopher Lasch: A Bibliography-in-Progress, (2003) online